# 萨皮兰加
萨皮兰加是巴西南大河州的一个市镇。总面积137.5平方公里，总人口78996人，人口密度574.5人/平方公里。